# Eochaid mac Condlai
Eochaid mac Condlai († 553) est un roi d'Ulaid issu du Dál nAraidi. Il est le fils de Condlae mac Cóelbad, également roi du Dal nAraide et le petit-fils du légendaire « Ard rí Érenn » Cóelbad mac Crond Ba Druí. Il descend de la principale dynastie régnante du Dal nAraide connue sous le nom de Uí Chóelbad dont le territoire se situe en Mag Line, à l'est de la cité d'Antrim dans le moderne comté d'Antrim.

## Contexte
La dynastie du Dál Fiatach a dominé le royaume d'Ulaid depuis la fin du Ve siècle et Eochaid est le premier roi d'Ulaid issu de son sept depuis l'époque de son grand-père. Selon la liste de rois du  Livre de Leinster, il succède à son oncle Fíachna Lonn mac Cóelbad comme roi du Dál nAraidi. Il succède à Cairell mac Muiredaig Muinderg du Dál Fiatach comme roi d'Ulaid. Il règne de 532 à 553. 

## Postérité
Son fils Báetán Cáech qui fut peut-être roi du Dál nAraidi est le père du roi d'Ulaid Fiachnae mac Báetáin († 626). Les chroniques d'Irlande le présentent comme l'ancêtre éponyme des Ui Echach d'Ulaid. Cependant ce titre est fréquemment utilisé en Ulaid et les généalogies de Rawlinson ne s'accordent pas avec cette présentation. Il est plus probable qu'ils soient les descendants d'un frère du grand-père d'Eochaid, Cóelbad mac Crond Ba Druí, nommé Eochu.

## Sources
- (en) Cet article est partiellement ou en totalité issu de l’article de Wikipédia en anglais intitulé « Eochaid mac Condlai » (voir la liste des auteurs), édition du 9 avril 2013.
- Annales d'Ulster dans  at University College Cork
- Annales de Tigernach dans  at University College Cork
- (en) Francis John Byrne, (2001), Irish Kings and High-Kings, Dublin: Four Courts Press,  (ISBN 978-1-85182-196-9)
- (en) T. M. Charles-Edwards, (2000), Early Christian Ireland, Cambridge: Cambridge University Press,  (ISBN 0-521-36395-0)
- (en) Gearoid Mac Niocaill (1972), Ireland before the Vikings, Dublin: Gill and Macmillan